# Brigitte Broch
Brigitte Broch (Köslin, 21 de noviembre de 1943) es una diseñadora de producción mexicana de origen alemán. En 2001 se convirtió en la primera mujer mexicana en ganar un premio Óscar, al obtener la estatuilla a la mejor dirección de arte por su trabajo en Moulin Rouge!.
A lo largo de su carrera ha trabajado en producciones tanto nacionales como internacionales, colaborando con directores como Alejandro González Iñárritu, Guillermo del Toro y Baz Luhrmann. Entre sus créditos cinematográficos se encuentran películas como Bandidos, Cronos, Romeo + Juliet, La Otra Conquista, Amores perros, 21 Grams, Babel, Biutiful, The Reader, Sexo, pudor y lágrimas, Vantage Point y Safe House. También ha participado en proyectos televisivos, como la serie El recluso.

## Primeros años
Brigitte Broch nació el 21 de noviembre de 1943 en Köslin, Pomerania, Alemania (actual Polonia), en plena Segunda Guerra Mundial. Su familia era de personas desplazadas, y después del fin del conflicto, se establecieron en Solingen en 1945. Desde joven, Broch mostró un fuerte interés por las artes, especialmente por la actuación y la danza. Sin embargo, no estudió formalmente disciplinas como diseño, fotografía o arquitectura; en cambio, se considera autodidacta en su campo.
A los 17 años, Broch abandonó la escuela y decidió irse temporalmente a Inglaterra. Buscando nuevas oportunidades, en 1968 tomó un barco desde Génova, Italia, y, tras un largo viaje de dos meses, llegó al puerto de Veracruz, México. Desde ahí, continuó su viaje en autobús hasta la Ciudad de México, donde vivía una amiga suya, quien la acogió y la ayudó a comenzar una nueva vida en el país. Broch es de nacionalidad mexicana.

## Carrera
En México, Broch trabajó como secretaria y profesora de alemán e inglés. Además, realizó una formación como intérprete. En la década de 1980, comenzó a involucrarse en el cine mexicano como actriz y productora en películas de menor presupuesto. A partir de la década de 1990, se dedicó principalmente al diseño de producción y dirección de arte en numerosas producciones mexicanas. En 1992, colaboró con Guillermo del Toro en la película "Cronos". Fue nominada al Premio Ariel por Mejor Diseño de Arte en 1995 por "El jardín del Edén", en 1999 por "La otra conquista" y en 2000 por "Amores perros". En 2000, ganó el Ariel por Mejor Diseño de Arte por "Sexo, pudor y lágrimas".
A mediados de la década de 1990, trabajó en películas internacionales como "Wilder Zauber" y "William Shakespeare's Romeo + Juliet". Por esta última, fue nominada al Premio de la Academia en 1997 en la categoría de Mejor Dirección de Arte, compartida con Catherine Martin. En 2002, Broch y Martin fueron nuevamente nominadas al Oscar por "Moulin Rouge!", y esta vez ganaron en la categoría de Mejor Dirección de Arte.
Posteriormente, Broch colaboró en varias películas del director Alejandro González Iñárritu, incluyendo "21 Grams", "Biutiful" y "Babel". Por "Babel", recibió una nominación al Premio de la Guild de Directores de Arte.

## Premios y distinciones
Premios Óscar
| Año  | Categoría                 | Película       | Resultado |
| ---- | ------------------------- | -------------- | --------- |
| 1997 | Mejor dirección artística | Romeo + Juliet | Nominada  |
| 2002 | Mejor dirección artística | Moulin Rouge!  | Ganadora  |

## Filmografía
- Romeo + Juliet (1996)
- Amores Perros (2000)
- Moulin Rouge! (2001)
- Las mujeres de verdad tienen curvas (2002)
- 21 Grams (2003)
- Babel (2006)
- The Reader (2008)
- Vantage Point (2008)
- Biutiful (2010)
- Safe House (2012)